# Paolo A. Nespoli
Paolo Angelo Nespoli, född 6 april 1957 i Milano, är en italiensk astronaut (ESA), uttagen i astronautgrupp 17 1998.
Asteroiden 12405 Nespoli är uppkallad efter honom.

## Rymdfärder
- Discovery - STS-120
- Sojuz TMA-20, Expedition 26 / 27
- Sojuz MS-05, Expedition 52 / 53